# Praça de Touros do Campo de Santana

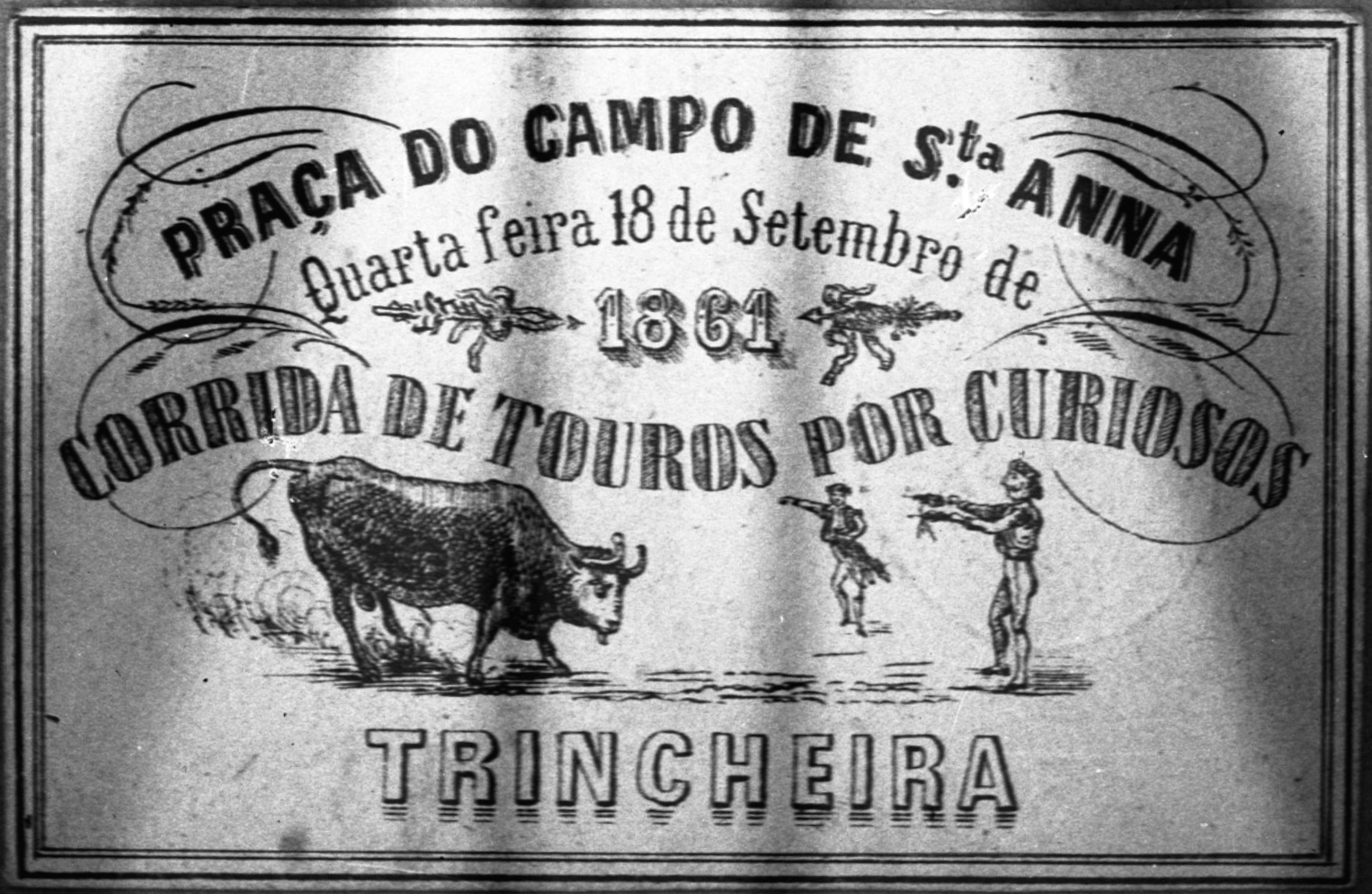
Ingresso para as touradas da praça do Campo de Santana, 1861.

A Praça de Touros do Campo de Santana foi uma antiga praça de touros em Lisboa, situada no actual Campo dos Mártires da Pátria, onde hoje se situa a Faculdade de Ciências Médicas da Universidade Nova de Lisboa. Funcionou entre 1831 e 1889, tendo sido pouco depois suplantada pela construção da Praça de Touros do Campo Pequeno, nas Avenidas Novas. Era uma arena pequena, construída quase toda em madeira, e com capacidade para cerca de seis mil espectadores.
Desenhada pelo arquitecto camarário Malaquias Ferreira Leal, tendo a construção da praça sido licenciada por decreto do Rei D. Miguel, correndo os custos do empreendimento por conta da Casa Pia de Lisboa.
Foi inaugurada a 3 de Julho de 1831, em substituição da Praça de Touros do Salitre (esta inaugurada em 4 de Junho de 1790 e demolida aquando das obras de abertura da Avenida da Liberdade), numa noite de "luminárias" e "fogo de vistas", contando com a presença do Rei D. Miguel e da infanta D. Maria da Assunção.
O encerramento e demolição da praça do Campo de Santana, em 1889, foi ditado pelas suas escassas condições de segurança, no rescaldo do desastre do Teatro Baquet, no Porto.